# Harry Watson (Eishockeyspieler, 1923)
Harold Percival „Harry“ Watson (* 6. Mai 1923 in Saskatoon, Saskatchewan; † 19. November 2002 in Toronto, Ontario) war ein kanadischer Eishockeyspieler und -trainer. Der linke Flügelstürmer absolvierte zwischen 1941 und 1957 über 800 Spiele für die Brooklyn Americans, Detroit Red Wings, Toronto Maple Leafs und Chicago Black Hawks in der National Hockey League. Nachdem er 1943 seinen ersten Stanley Cup mit den Red Wings gewonnen und anschließend zwei Jahre Militärdienst geleistet hatte, verbrachte er den Großteil seiner Karriere bei den Maple Leafs, mit denen er weitere vier Stanley Cups erringen konnte. Im Jahre 1994 wurde Watson in die Hockey Hall of Fame aufgenommen.

## Karriere
Harry Watson wurde in Saskatoon geboren und spielte dort in seiner Jugend für diverse Nachwuchsmannschaften, zuletzt in der Saison 1940/41 für die Saskatoon Jr. Quakers. Im Alter von 18 Jahren gelang ihm der Sprung in die National Hockey League (NHL), als ihn die Brooklyn Americans für die Spielzeit 1941/42 unter Vertrag nahmen. Für das New Yorker Franchise sollte es allerdings das letzte NHL-Jahr sein, da das Team 1942 aufgelöst wurde, sodass Watson über einen Dispersal Draft von den Detroit Red Wings verpflichtet wurde. Bei den Red Wings steigerte der Flügelstürmer seine persönliche Statistik deutlich auf 31 Scorerpunkte aus 50 Spielen, während er mit dem Team in den Playoffs 1943 den Stanley Cup gewann. Nach diesem Erfolg wurde er aufgrund des Zweiten Weltkriegs zum Militärdienst in die Royal Canadian Air Force eingezogen, in deren Dienst er im Laufe der folgenden zwei Jahre in Saskatoon, Winnipeg und Montréal stationiert war. Parallel dazu nahm er mit Eishockeymannschaften der Armee am Spielbetrieb von regionalen Seniorenligen teil.
Nach dem Ende des Krieges kehrte Watson zur Saison 1945/46 zu den Red Wings zurück, die ihn jedoch nach einer Spielzeit im September 1946 im Tausch für Billy Taylor an die Toronto Maple Leafs abgaben. Dort verbrachte der Kanadier in der Folge über acht Jahre und zugleich die erfolgreichste Zeit seiner Karriere. Zumeist in einer Reihe mit Syl Apps und Bill Ezinicki eingesetzt, hatte Watson als regelmäßiger Scorer maßgeblichen Anteil daran, dass die Maple Leafs zwischen 1947 und 1951 vier Mal den Stanley Cup gewannen. Der Linksaußen verzeichnete dabei vier Mal über 20 Tore sowie in zwei Spielzeiten über 40 Punkte, während er in seiner Zeit in Toronto insgesamt sechs Mal am NHL All-Star Game teilnahm.
Schließlich wurde Watson im Dezember 1954 für eine finanzielle Gegenleistung zu den Chicago Black Hawks transferiert, bei denen er seine letzten drei NHL-Jahre verbrachte und dabei 1955 ein siebtes und letztes Mal zur Auswahl des All-Star Games gehörte. Seine Karriere ließ er in der Saison 1957/58 bei den Buffalo Bisons in der American Hockey League ausklingen und beendete anschließend seine aktive Laufbahn. Insgesamt hatte er 871 NHL-Spiele absolviert und dabei 468 Scorerpunkte verzeichnet. Nachdem er in Buffalo bereits als Spielertrainer tätig gewesen war, betreute er nach seinem aktiven Karriereende für eine Spielzeit die Juniorenmannschaft der St. Catharines Teepees in der Ontario Hockey Association.
Watson, der aufgrund seiner Ähnlichkeit zu dem kanadischen Wrestler Whipper Billy Watson den Spitznamen „Whipper“ erhielt, wurde 1994 in der Kategorie „Veteran“ in die Hockey Hall of Fame gewählt. Diese Kategorie wurde im Jahre 2000 aufgelöst und alle bisher geehrten Spieler als reguläre Hall-of-Fame-Mitglieder aufgenommen. Harry Watson verstarb am 19. November 2002 im Alter von 79 Jahren in Toronto.

## Erfolge und Auszeichnungen
| - 1943 Stanley-Cup-Gewinn mit den Detroit Red Wings - 1947 NHL All-Star Game - 1947 Stanley-Cup-Gewinn mit den Toronto Maple Leafs - 1948 NHL All-Star Game - 1948 Stanley-Cup-Gewinn mit den Toronto Maple Leafs - 1949 NHL All-Star Game - 1949 Stanley-Cup-Gewinn mit den Toronto Maple Leafs | - 1951 NHL All-Star Game - 1951 Stanley-Cup-Gewinn mit den Toronto Maple Leafs - 1952 NHL All-Star Game - 1953 NHL All-Star Game - 1955 NHL All-Star Game - 1994 Aufnahme in die Hockey Hall of Fame |

## Karrierestatistik
(Legende zur Spielerstatistik: Sp oder GP = absolvierte Spiele; T oder G = erzielte Tore; V oder A = erzielte Assists; Pkt oder Pts = erzielte Scorerpunkte; SM oder PIM = erhaltene Strafminuten; +/− = Plus/Minus-Bilanz; PP = erzielte Überzahltore; SH = erzielte Unterzahltore; GW = erzielte Siegtore; 1 Play-downs/Relegation; Kursiv: Statistik nicht vollständig)